# Edward Bill
Edward Bill (ur. 13 października 1902 w Krakowie, zm. 1 marca 1957) – polski piłkarz, obrońca.
W reprezentacji zagrał tylko raz. 19 czerwca 1927 Polska zremisowała z Rumunią 3:3. Bill był związany z klubami krakowskimi. Był wychowankiem Zwierzynieckiego, następnie grał w Cracovii i to w jej barwach wystąpił w kadrze. Najdłużej występował i największe sukcesy odnosił jednak w barwach Garbarni, w 1931 sięgając po jedyny w historii klubu tytuł mistrza Polski.
Pochowany na cmentarzu w Krakowie-Salwatorze przy alei Waszyngtona.

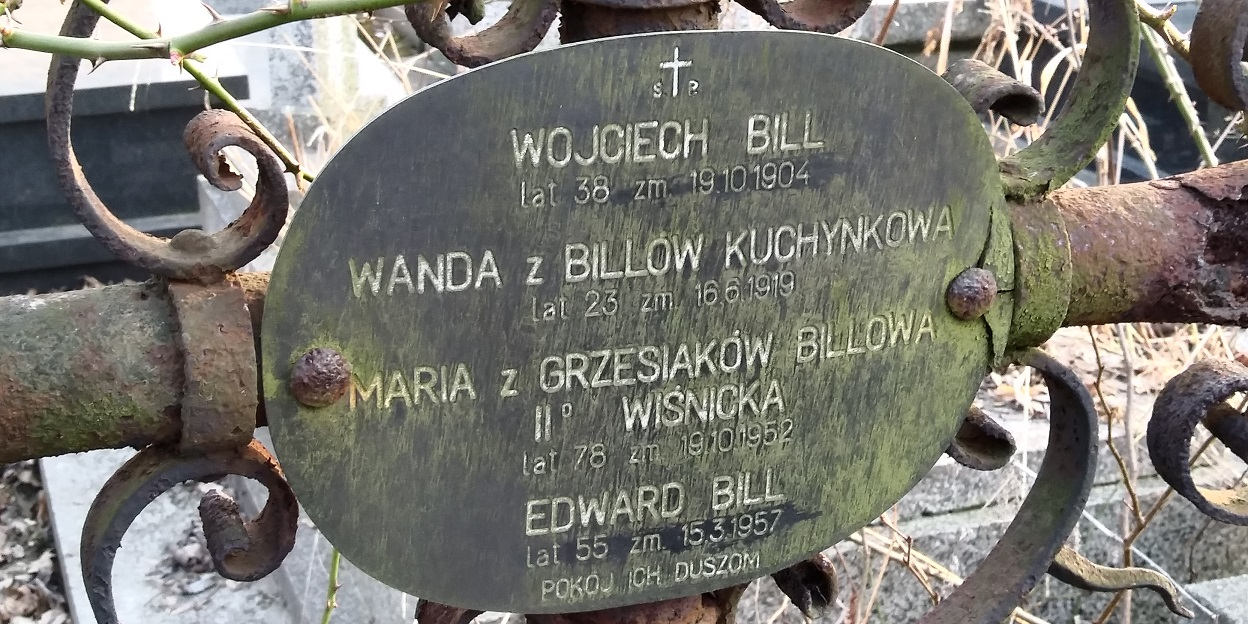
Grób Edwarda Billa